# Водитель

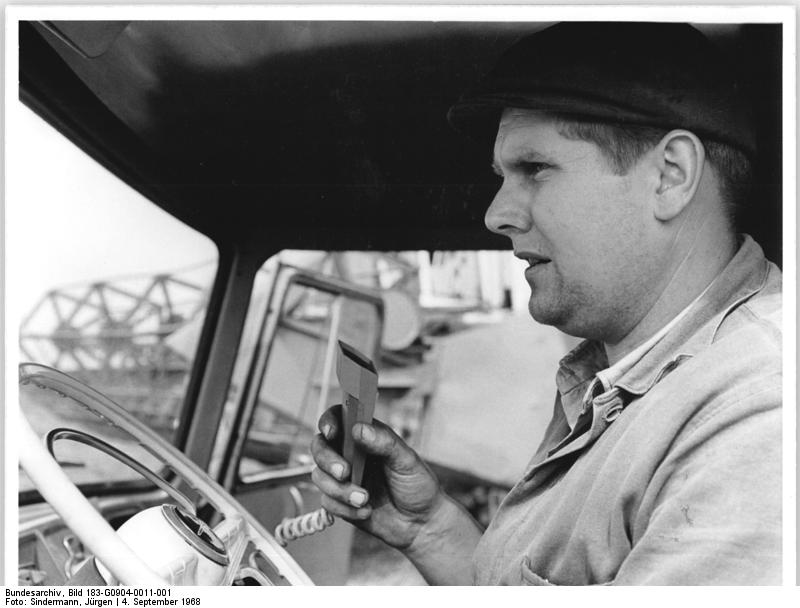
Немецкий водитель автомобиля

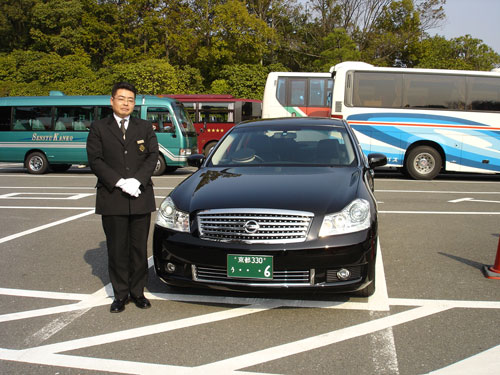
Японский шофёр

Води́тель, также шофёр (от фр. chauffeur — «истопник», ранее — шоффер) — человек, управляющий транспортным средством (автомобиль, повозка, автобус, троллейбус, трамвай и другие).
Кроме того, «водителем» называют человека, который учит вождению, находясь непосредственно в транспортном средстве. Изредка «водителем» называют и пилота самолёта.
По словарю Ушакова, «водителем» ранее называли человека, являющегося руководителем, наставником, покровителем или вождём. Другое название профессии — «шофёр» произошло от французского слова chauffeur, означающего в буквальном переводе «истопник», «кочегар», что связано с тем, что в качестве топлива в первых транспортных средствах с паровым двигателем использовались уголь и дрова. В Правилах дорожного движения есть подробное определение термина «водитель».
В русском языке сложилось следующее разделение понятий «водитель» и «шофёр»:
- «Шофёр» как человек, профессионально занимающийся вождением автотранспортных средств;
- «Водитель» — более общее определение, включающее в себя как профессиональных шофёров, так и владельцев личного (частного) легкового автомобиля.

В английском языке «шофёрами» (chauffeurs) называют только тех водителей, которые возят высокопоставленных, богатых людей (в общем случае используется слово driver).

## История
Ранее, до революции, заимствованное слово шофёр писалось и произносилось как «шоффэ́р».

Немного страшный, по крайней мере странный в своём наряде, «шоффэр» представляется нам новым существом, рождённым открытиями науки. Он летит к намеченной цели, вздымая позади себя вихри пыли и проявляя чудеса ловкости, чтобы обойти препятствия на дороге. Ибо настоящий «шоффэр» — это тот, кто участвует в гонках, организованных с целью продемонстрировать, что очень лёгкая повозка, движимая мощным мотором и управляемая очень ловким человеком, способна двигаться весьма быстро из одного пункта в другой.
— журнал «Иллюстрасьон» (Франция) за 1898 год
Первоначально, обязанности «шоффэра» были весьма сложны и трудоёмки. Господин «шоффэр» подходил к каретному сараю, где стоял самодвижущий экипаж и перво-наперво устанавливал его «по возможности горизонтально» (так было написано в заводской инструкции). Затем он брал шланг и соединял им глушитель с выпускной трубой. Затем наполнял бак бензином (поскольку на ночь его сливали, потому что никак не могли избавиться от подтеканий топлива). Далее вставлял провод магнето в свечу и открывал кран подачи бензина. Тут же, стремглав оббежав машину — нажимал на иглу карбюратора и сливал излишек топлива, дабы его не поступило в единственный цилиндр слишком много. После этих манипуляций шоффэр крутил изогнутую ручку стартера «примерно пять раз», по инструкции. Потом приоткрывал сначала карбюратор, а затем специальный компрессионный краник, дабы спустить давление в цилиндре, иначе бензин туда не пойдёт. А потом, в завершение, — опять вращал рукоятку до появления вспышек в цилиндре. Как только движок завёлся, надо краником отрегулировать подачу топлива в него, если же не завёлся — надо вывернуть свечу зажигания, промыть её и просушить, бензин из карбюратора слить и, далее, — повторить всё в том же порядке. Когда же двигатель наконец завёлся — «шоффэр» вскарабкивается на ко́злы, и продавливая крайне тугие педали и поворачивая с огромным усилием руль (у первых автомобилей руля и вовсе не было, а был длинный рычаг), который и на полном ходу поворачивался с трудом.
Первый водитель в мире, который был оштрафован за пьяное вождение, — лондонский таксист Джордж Смит. 10 сентября 1897 года его оштрафовали на 25 шиллингов, что составляет 71 фунт и 33 пенса в ценах 2005 года.

## Категории водительских прав
Выделяют следующие водительских удостоверений по видам транспортных средств, управление которыми они разрешают:
- A — мотоциклы;
- B — легковые автомобили (не более 9 мест), микроавтобусы, грузовики массой до 3,5 тонн;
- C — грузовики массой свыше 3,5 тонн;
- D — автобусы;
- M — мопеды;
- Tm — трамваи;
- Tb — троллейбусы.

## Водитель как профессия
Выделяют следующие виды профессиональных водителей:
- Личный водитель (перевозит конкретного человека);
- Водитель спецавтомобиля (в основном — инкассация, грузы особой важности);
- Водитель-курьер (доставляет документы);
- Водитель грузового автомобиля (отвечает за транспортировку грузов); водитель-экспедитор (оформляет нужные документы при доставке груза).
- Водитель спецтехники (выполняет задачи, для которых она предназначена: убирает снег, бурит землю и т.д.);
- Таксист (перевозит пассажиров, используя личный транспорт или машину работодателя);
- Водитель общественного транспорта (отвечает за пассажирские перевозки, также принимает плату за проезд).

В особую категорию водителей выделяются дальнобойщики. Это слово обозначает водителя грузовика, основной вид деятельности которого составляет вождение грузовых автомобилей, транспортирующих грузы на дальние расстояния. Также, часто именуется водителем- или шофёром-дальнобойщиком.
В Северной Америке профессиональных водителей грузовых автомобилей называют трак-драйверы (англ. truck driver) или тракеры (англ. trucker).

## Критика
«Ругается, как извозчик»— Пословица
В основном, профессиональных водителей упрекали в профессиональной деформации, выражавшейся в грубости и жадности, к примеру, за взвинчивание цен неоднократно критиковались водители такси. Владимир Путин, на заседании Госсовета, заявил, что воровство бензина водителями Минобороны, Газпрома и других ведомств распространилось настолько, что перевод автотранспорта на газомоторное топливо привёл к массовому увольнению водителей: «Сливать нечего», саркастически добавил президент.